# Parahormetica cicatricosa
Parahormetica cicatricosa es una especie de insecto blatodeo de la familia Blaberidae, subfamilia Blaberinae.

## Distribución geográfica
Se pueden encontrar en Argentina y Brasil.